# Dhanwang
Dhanwang (nepalski: धनवाङ) – gaun wikas samiti w zachodniej części Nepalu w strefie Rapti w dystrykcie Salyan. Według nepalskiego spisu powszechnego z 2011 roku liczył on 1215 gospodarstw domowych i 5587 mieszkańców (2898 kobiet i 2689 mężczyzn).